# Coro Monti Pallidi
Der Coro Monti Pallidi ist ein italienischer Männerchor, der vorwiegend Volksmusik singt. Sein Sitz befindet sich in Leifers, Südtirol.

## Geschichte
Der Chor wurde im November 1967 auf Initiative von Sergio Maccagnan in Auer geboren. Er wurde von Sergio Maccagnan, der bis zum 1. Januar 2005 sein Leiter war, gegründet. Zuerst traf er sich in Branzoll, aber bald wurde der Sitz nach Leifers verlegt. Paolo Maccagnan, der Sohn von Sergio, ist seit 2005 Chorleiter.
Während des Grand Prix der Volksmusik 2006 hat der Coro Monti Pallidi zusammen mit Belsy den Leiferer Rudy Giovannini begleitet: Sie haben das Finale mit dem Lied Salve Regina gewonnen. Am Erfolg waren alle drei Südtiroler Volksgruppen beteiligt: Giovannini ist deutscher Muttersprache, Belsy spricht Ladinisch (geboren in Indien und von einer Grödner Familie adoptiert), der Chor besteht hauptsächlich aus Italienern.

## Diskografie
- 1976 – Quatro cavai che trota
- 1986 – ...dai Monti Pallidi...
- 1990 – Coro Monti Pallidi
- 2004 – Voce da una valle
- 2006 – Stille Nacht
- 2007 – 40 anni di musica
- 2018 – Lis Montes Pàljes